# Diecezja San Marcos
Diecezja San Marcos (łac. Dioecesis Sancti Marci in Guatimala) – diecezja Kościoła rzymskokatolickiego w Gwatemali. Należy do archidiecezji Los Altos Quetzaltenango–Totonicapán. Została erygowana 10 marca 1951 roku.

## Ordynariusze
- Celestino Miguel Fernández Pérez, O.F.M. (1955–1971)
- Próspero Penados del Barrio (1971–1983)
- Julio Amílcar Bethancourt Fioravanti (1984–1988)
- Álvaro Leonel Ramazzini Imeri (1988–2012)
- Carlos Enrique Trinidad Gómez (2014–2018)
- Bernabé de Jesús Sagastume Lemus (od 2021)